# Global RallyCross Championship 2014
Global RallyCross Championship 2014 – jest czwartym sezonem mistrzostw GRC. Rywalizacja rozpocznie się 18 maja na Barbados, a zakończy 9 listopada w Las Vegas. Jeszcze przed rozpoczęciem sezonu seria pozyskała sponsora tytularnego, którym została firma Red Bull produkująca napoje energetyczne.

## Zmiany

### Kalendarz
Kalendarz na sezon 2014 uległ dużym zmianom względem zeszłorocznego. Ze względu na wysokie koszty zrezygnowano z rund rozgrywanych poza Stanami Zjednoczonymi. Wyjątkiem jest tutaj otwierająca sezon runda na Barbadosie rozgrywana w ramach Top Gear Festival. W związku z przeniesieniem X Games do Austin zawody będące częścią tych igrzysk zostaną rozegrane na Circuit of the Americas. Liczba rund została zwiększona z 9 do 10, z czego 7 jest nowa. Miastami, które także rok wcześniej gościły GRC, są Charlotte, Las Vegas i Los Angeles.

## Kalendarz
| Runda | Lokalizacja                                    | Impreza                  | Data        |
| ----- | ---------------------------------------------- | ------------------------ | ----------- |
| 1     | Bushy Park Circuit                             | Top Gear Festival        | 18 maja     |
| 2     | Austin, Circuit of the Americas                | X Games                  | 7 czerwca   |
| 3     | Waszyngton, Robert F. Kennedy Memorial Stadium | Volkswagen Rallycross DC | 22 czerwca  |
| 4     | Nowy Jork, Nassau Veterans Memorial Coliseum   | Volkswagen Rallycross NY | 20 lipca    |
| 5     | Charlotte, Charlotte Motor Speedway            |                          | 26 lipca    |
| 6     | Daytona, Daytona International Speedway        |                          | 23 sierpnia |
| 7*    | Los Angeles, Port of Los Angeles               |                          | 20 wrzesień |
| 8     | Los Angeles, Port of Los Angeles               |                          | 21 wrzesień |
| 9     | Seattle, Old Mill Adventure Park               |                          | 27 wrzesień |
| 10    | Las Vegas                                      |                          | 5 Listopada |

* Planowana na 3 sierpnia runda w Detroit została odwołana, a w zamian postanowiono rozegrać dwie rundy Los Angeles.

## Lista startowa
| Konstruktor              | Samochód               | Zespół                   | Nr  | Kierowca             | Rundy        |
| ------------------------ | ---------------------- | ------------------------ | --- | -------------------- | ------------ |
| Andretti Autosport       | Volkswagen Beetle      | Andretti Autosport       | 34  | Tanner Foust         | 1-10         |
| Andretti Autosport       | Volkswagen Beetle      | Andretti Autosport       | 77  | Scott Speed          | 1–10         |
| Barracuda Racing         | Chevrolet Sonik        | Barracuda Racing         | 14  | Austin Dyne          | 1-10         |
| Hoonigan Racing Division | Ford Fiesta ST         | Hoonigan Racing Division | 43  | Ken Block            | 1–10         |
| LD Motorsports           | Citroen DS3            | LD Motorsports           | 33  | Liam Doran           | 2            |
| Marklund Motorsport      | Volkswagen Polo        | Marklund Motorsport      | 57  | Toomas Heikkinen     | 2            |
| Marklund Motorsport      | Volkswagen Polo        | Marklund Motorsport      | 92  | Anton Marklund       | 2            |
| Olsbergs MSE             | Ford Fiesta ST         | Olsbergs MSE             | 18  | Patrik Sandell       | 1–10         |
| Olsbergs MSE             | Ford Fiesta ST         | Olsbergs MSE             | 31  | Joni Wiman           | 1–10         |
| Olsbergs MSE             | Ford Fiesta ST         | Olsbergs MSE             | 38  | Brian Deegan         | 1-2, 5, 9-10 |
| Olsbergs MSE             | Ford Fiesta ST         | Olsbergs MSE             | 38  | Ricky Johnson        | 2            |
| Olsbergs MSE             | Ford Fiesta ST         | Royal Purple Racing      | 00  | Steve Arpin          | 1-10         |
| PMR Motorsports          | Chevrolet Sonik        | PMR Motorsports          | 59  | Pat Moro             | 2, 6, 10     |
| Rhys Millen Racing       | Hyundai Veloster       | Rhys Millen Racing       | 67  | Rhys Millen          | 1-10         |
| Rhys Millen Racing       | Hyundai Veloster       | Rhys Millen Racing       | 27  | Emma Gilmour         | 1–10         |
| Subaru Rally Team USA    | Subaru Impreza WRX STI | Subaru Rally Team USA    | 11  | Sverre Isachsen      | 1-10         |
| Subaru Rally Team USA    | Subaru Impreza WRX STI | Subaru Rally Team USA    | 81  | Bucky Lasek          | 1-10         |
| Subaru Rally Team USA    | Subaru Impreza WRX STI | Subaru Rally Team USA    | 199 | Travis Pastrana      | 2, 7-8       |
| Subaru Rally Team USA    | Subaru Impreza WRX STI | Subaru Rally Team USA    | 715 | David Higgins        | 9            |
| SH Racing Rallycross     | Ford Fiesta ST         | SH Racing Rallycross     | 03  | Nelson Ângelo Piquet | 1-10         |

## Zwycięzcy wyścigów
| Runda | Lokalizacja                       | Zwycięzca       | Zespół                          | Samochód         |
| ----- | --------------------------------- | --------------- | ------------------------------- | ---------------- |
| 1     | Bushy Park Circuit                | Scott Speed     | Andretti Autosport              | Volkswagen Polo  |
| 2     | Circuit of the Americas           | Scott Speed     | Andretti Autosport              | Volkswagen Polo  |
| 3     | RFK Stadium                       | Patrik Sandell  | Olsbergs MSE                    | Ford Fiesta ST   |
| 4     | Nassau Veterans Memorial Coliseum | Tanner Foust    | Andretti Autosport              | Volkswagen Polo  |
| 5     | Charlotte Motor Speedway          | Ken Block       | Hoonigan Racing Division        | Ford Fiesta ST   |
| 6     | Daytona International Speedway    | Rhys Millen     | Rhys Millen Racing              | Hyundai Veloster |
| 7     | Port of Los Angeles               | Scott Speed     | Andretti Autosport              | Volkswagen Polo  |
| 8     | Port of Los Angeles               | Rhys Millen     | Rhys Millen Racing              | Hyundai Veloster |
| 9     | Seattle                           | Sverre Isachsen | Subaru Puma Rallycross Team USA | Subaru Impreza   |
| 10    | Las Vegas                         | Ken Block       | Hoonigan Racing Division        | Ford Fiesta ST   |

GRC Lites
| Runda | Lokalizacja                       | Zwycięzca        | Zespół      |
| ----- | --------------------------------- | ---------------- | ----------- |
| 1     | Circuit of the Americas           | Mitchell de Jong | OlsbergsMSE |
| 2     | RFK Stadium                       | Mitchell de Jong | OlsbergsMSE |
| 3     | Nassau Veterans Memorial Coliseum | Kevin Eriksson   | OlsbergsMSE |
| 4     | Charlotte Motor Speedway          | Mitchell de Jong | OlsbergsMSE |
| 5     | Daytona International Speedway    | Mitchell de Jong | OlsbergsMSE |
| 6     | Port of Los Angeles               | Kevin Eriksson   | OlsbergsMSE |
| 7     | Port of Los Angeles               | Mitchell de Jong | OlsbergsMSE |
| 8     | Seattle                           | Mitchell de Jong | OlsbergsMSE |
| 9     | Las Vegas                         | Mitchell de Jong | OlsbergsMSE |

## Klasyfikacja generalna

### Kierowcy
| Poz. | Kierowca          | Zespół                                 | BAR | AUS | WAS | NJO | CHA | DAY | LA1 | LA2 | SEA | LV | Pkt. |
| ---- | ----------------- | -------------------------------------- | --- | --- | --- | --- | --- | --- | --- | --- | --- | -- | ---- |
| 1    | Joni Wiman        | Olsbergs MSE                           | 5   |     | 3   | 4   | 4   | 7   | 2   | 3   | 2   | 2  | 381  |
| 2    | Ken Block         | Hoonigan Racing Division               | 10  |     | 7   | 3   | 1   | 2   | 3   | 2   | 9   | 1  | 376  |
| 3    | Scott Speed       | VW Andretti Rallycross                 | 1   | 1   | 6   | 9   | 5   | 10  | 1   | 6   | 6   | 4  | 344  |
| 4    | Nelson Piquet Jr. | SH Racing Rallycross                   | 4   | 3   | 2   | 2   | 3   | 8   | 12  | 9   | 4   | 14 | 307  |
| 5    | Sverre Isachsen   | Subaru Rally Team USA                  | 6   |     | 10  | 8   | 2   | 5   | 10  | 4   | 1   | 5  | 280  |
| 6    | Patrik Sandell    | Olsbergs MSE                           | 8   | 6   | 1   | 10  | 13  | 4   | 5   | 7   | 7   | 10 | 246  |
| 7    | Steve Arpin       | OMSE2                                  | 2   |     | 4   | 5   | 7   | 12  | 7   | 12  | 11  | 8  | 224  |
| 8    | Bucky Lasek       | Subaru Rally Team USA                  | 13  | 2   | 11  | 12  | 6   | 3   | 11  | 5   | 14  |    | 215  |
| 8    | Tanner Foust      | VW Andretti Rallycross                 | 11  |     | 5   | 1   | 8   | 6   | 8   | 13  | 10  | 6  | 209  |
| 10   | Rhys Millen       | Hyundai/Rhys Millen Racing             | 7   |     | 9   | 7   | 11  | 1   | 4   | 1   | 5   | 13 | 201  |
| 11   | Austin Dyne       | Barracuda Racing                       | 9   | 5   | 8   | 6   | 10  | 9   | 9   | 10  | 12  | 12 | 150  |
| 12   | Brian Deegan      | Rockstar Energy Drink                  | 3   |     |     |     | 9   |     |     |     | 3   | 9  | 140  |
| 13   | Emma Gilmour      | Hyundai/Rhys Millen Racing             | 12  |     | 12  | 11  | 12  | 11  | 13  | 11  | 13  | 7  | 62   |
| 14   | Pat Moro          | Chevrolet Sonic Racing/PMR Motorsports |     |     |     |     |     | 13  |     |     |     | 11 | 8    |
| 15   | Travis Pastrana   | Subaru Rally Team USA                  |     |     |     |     |     |     | 6   | 8   |     |    | 0    |
| 16   | Sarah Burgess     | BMI Racing                             |     |     |     |     |     |     |     |     |     |    | 0    |
| 17   | Liam Doran        | LD Motorsports                         |     |     |     |     |     |     |     |     |     |    | 0    |
| 18   | Ricky Johnson     | Olsbergs MSE                           |     |     |     |     |     |     |     |     |     |    | 0    |
| 19   | Toomas Heikkinen  | Marklund Motorsport                    |     |     |     |     |     |     |     |     |     |    | 0    |
| 20   | Anton Marklund    | Marklund Motorsport                    |     |     |     |     |     |     |     |     |     |    | 0    |
| 15   | David Higgins     | Subaru Rally Team USA                  |     |     |     |     |     |     |     |     | 8   |    | 0    |
| Poz. | Kierowca          | Zespół                                 | BAR | AUS | WAS | NJO | CHA | DAY | LA1 | LA2 | SEA | LV | Pkt. |

### Producenci
| Poz. | Producent      | Punkty |
| ---- | -------------- | ------ |
| 1    | Ford           | 946    |
| 2    | Volkswagen     | 553    |
| 3    | Subaru         | 495    |
| 4    | Hyundai        | 263    |
| 5    | General Motors | 8      |